# Farges-en-Septaine
Farges-en-Septaine ist eine französische Gemeinde mit 1.014 Einwohnern (Stand: 1. Januar 2022) im Département Cher in der Region Centre-Val de Loire. Sie gehört zum Kanton Avord (bis 2015: Kanton Baugy) und zum Gemeindeverband Communauté de communes La Septaine.

## Geografie
Farges-en-Septaine liegt im Berry etwa 19 Kilometer östlich von Bourges. Umgeben wird Farges-en-Septaine von den Nachbargemeinden Brécy im Norden, Villabon im Nordosten, Baugy im Osten, Avord im Süden, Savigny-en-Septaine im Westen und Südwesten sowie Nohant-en-Goût im Westen und Nordwesten.
Im Gemeindegebiet liegt der Militärflugplatz Avord (Base aérienne 702).

## Geschichte

### Internierungslager Farges
Wie die Nachbargemeinde Avord war auch Farges nach Frankreichs Eintritt in den Zweiten Weltkrieg Standort eines Internierungslagers. Nach France Archives, dem französischen Nationalarchiv, gehörte Farges am 15. Januar 1940 noch immer zu einem der etwa sieben Internierungsorte für deutsche Emigranten im Département Cher. Wie lange das Lager bestand, ist nicht belegt.

## Bevölkerung

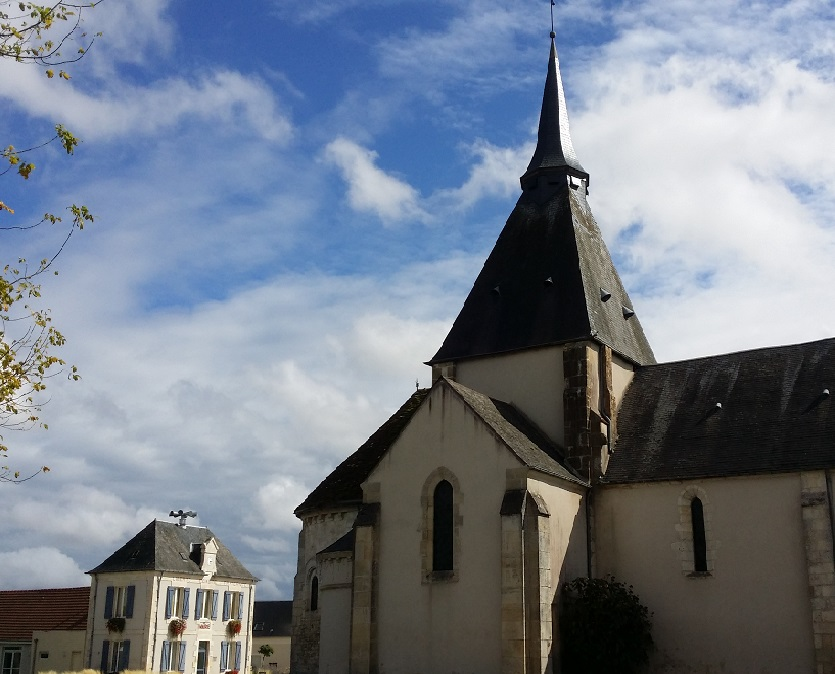
Kirche und Rathaus

| Jahr      | 1793 | 1800 | 1872  | 1906  | 1931  | 1936  | 1946 | 1954 | 1962 | 1968 | 1975 | 1982 | 1990 | 1999 | 2006 | 2013  |
| --------- | ---- | ---- | ----- | ----- | ----- | ----- | ---- | ---- | ---- | ---- | ---- | ---- | ---- | ---- | ---- | ----- |
| Einwohner | 490  | 405  | 2.085 | 1.402 | 2.494 | 2.185 | 983  | 653  | 670  | 635  | 543  | 566  | 691  | 737  | 894  | 1.049 |

## Sehenswürdigkeiten
Siehe auch: Liste der Monuments historiques in Farges-en-Septaine
- Kirche Notre-Dame aus dem 12. Jahrhundert
- Schloss Bois-Bouzon aus dem 17. Jahrhundert